# Мухаммад Заман

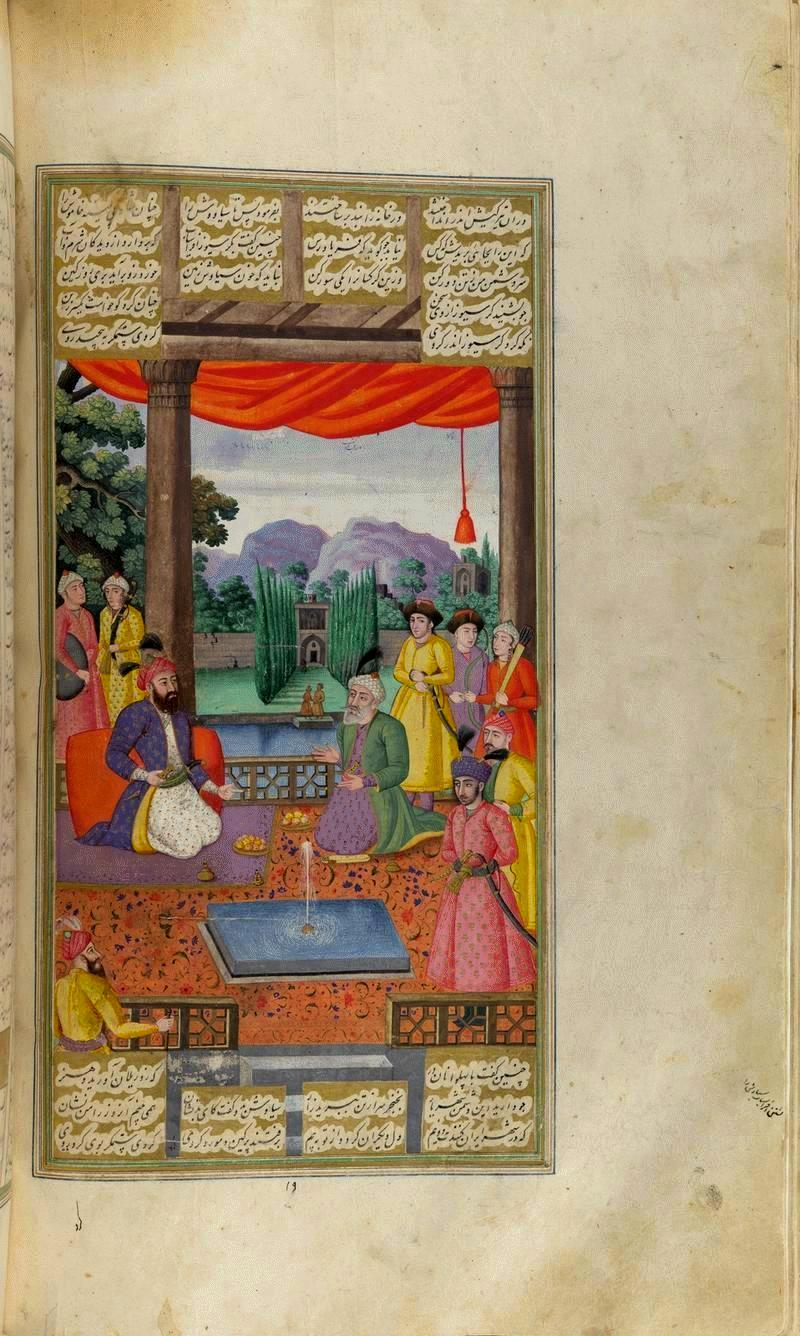
Мухаммад Заман. Сиявуш показывает пленного Афрасиабу. «Шахнаме» Фирдоуси. 1669 год. Музей Метрополитен, Нью-Йорк

Мухаммад Заман (работал в 1649—1701 годах) — персидский художник.
Мухамме́д Зама́н (Мухаммад Заман ибн Хаджи Юсуф Куми) является виднейшим представителем так называемого «европейского стиля» в персидской живописи второй половины XVII века. В отличие от других, более традиционных своих современников, он, не только заимствовал модели из европейских гравюр, но применял светотеневую моделировку и правила перспективы — главные достижения европейской живописи со времен эпохи Возрождения.
Поскольку внедрение европейских принципов, осуществленное Мухаммадом Заманом, было достаточно радикальным, а сведения о его жизни весьма малочисленны, вокруг его имени возникли мифы. Один из них гласит, что шах Аббас II был большим поклонником западного искусства. По его приказу в Италию, якобы, была отправлена группа учащихся под руководством Мухаммада Замана с целью изучения западной художественной техники, и будто бы во время этой поездки Мухаммад отошёл от своей веры, крестился, и вернулся в Иран под именем Паоло Заман. Российский исследователь А. А. Иванов показал, что ни один из 19-и известных персидских носителей имени «Мухаммад Заман» XVII—XVIII веков в Италию не ездил, а произведения художника с европейской тематикой навеяны не итальянской живописью, а картинами фламандских художников.

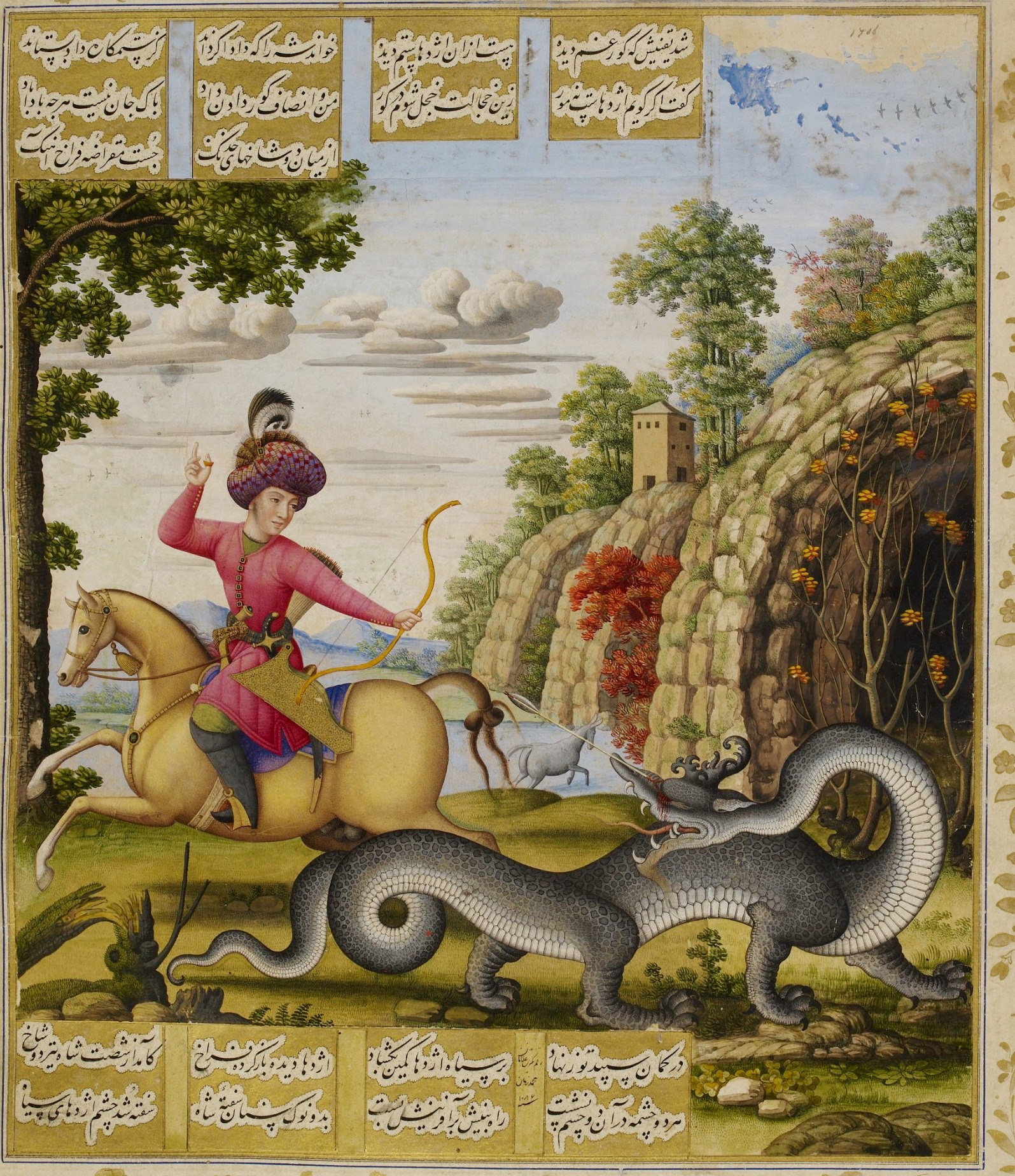
Мухаммад Заман. Бахрам Гур убивает дракона. Иллюстрация к поэме «Семь красавиц» Низами Гянджеви. 1675 год. Британская библиотека, Лондон

Считается, что Мухаммад Заман был первым в Иране мастером, который стал писать маслом по холсту, вызвав среди своих персидских последователей волну подражания. Он был придворным художником, а его творчество падает на время правления трех персидских шахов — Аббаса II (1532—1567), Сулеймана (1667—1694), и Султана Хусейна (1694—1722). Сегодня известны, по крайней мере, 24 произведения, имеющие подпись художника. Они разные по жанру — от иллюстрированных манускриптов до рисунков на отдельных листах, причем часть из них выполнена в европейской технике гризайля.
Наиболее крупными художественными проектами в XVII веке по прежнему были рукописи «Шахнаме» Фирдоуси. Каждый персидский шах стремился создать свой вариант этого эпоса, а то и несколько вариантов с участием разных художников. В «Шахнаме» от 1669 года (Музей Метрополитен, Нью-Йорк) можно видеть, как Мухаммад Заман изобразил сцену «Сиявуш показывает пленного Афрасиабу»: обычная придворная сцена с фонтанчиком и слугами, однако на заднем плане виден совершенно европейский пейзаж. Более того, от кипарисов падают тени, что абсолютно нетипично для персидской классической живописи. Мухаммаду Заману принадлежат три миниатюры в знаменитой рукописи «Хамсе» Низами, в иллюстрировании которой в 1539—1543 годах приняли участие лучшие художники прошлого — Султан Мухаммед, Мирза Али и другие, но которая так и не была в XVI веке завершена. Три оставленных для миниатюр листа Мухаммад Заман заполнил в 1675 году, и его работы резко отличаются по стилю от миниатюр его предшественников. В миниатюре «Бахрам Гур убивает дракона» вновь можно видеть вполне европейский пейзаж, на фоне которого Бахрам Гур расправляется не с типично китайским, а «европеизированным» драконом, так что вся сцена невольно напоминает картину с изображением св. Георгия. Такой эклектичный стиль характерен для большинства произведений Мухаммада Замана. Например, в рисунке «Принц верхом на коне со слугами и придворными» (посл. четверть XVII в., Британский музей, Лондон) также можно обнаружить сочетание вполне европейского стремления передать объём складок синих штанов слуги с типично персидским плоскостным, орнаментированным кафтаном принца.

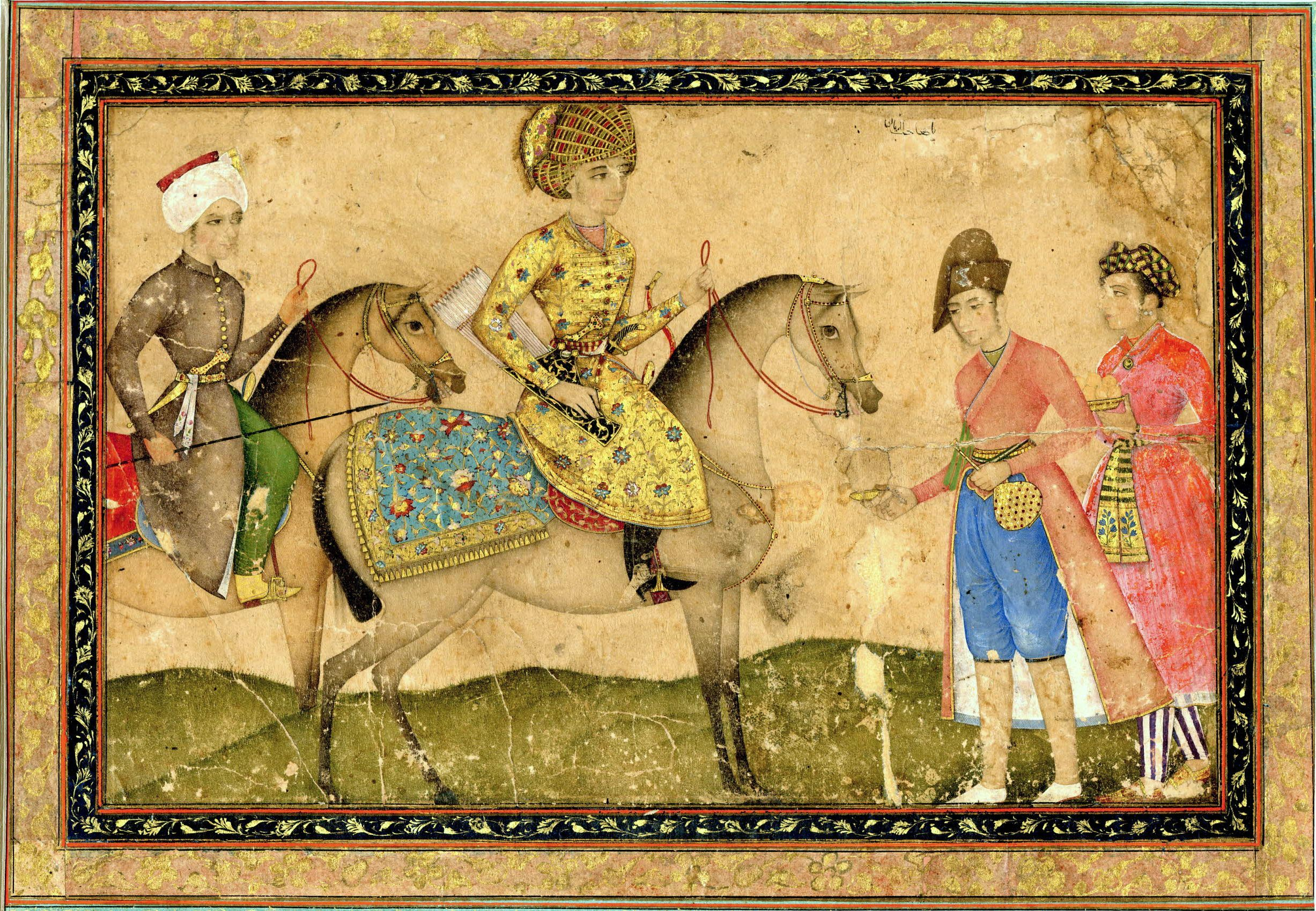
Мухаммад Заман. Принц верхом на коне и слуги. 1670—1685 годы. Британский музей, Лондон

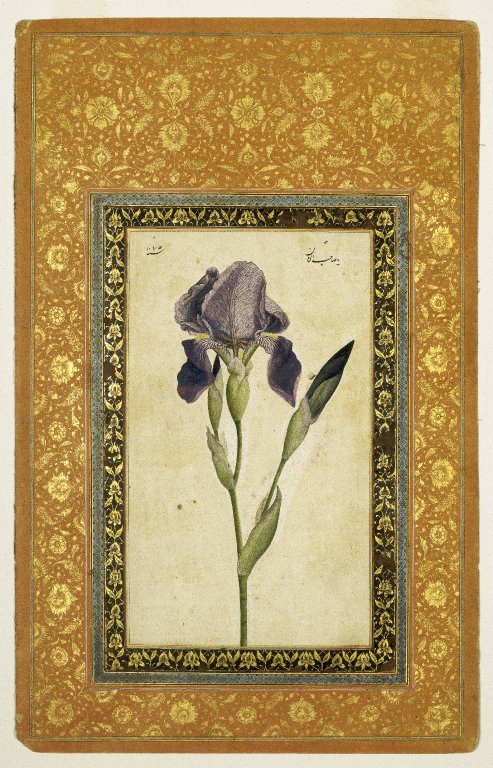
Мухаммад Заман, «Голубой ирис» (1663—1664), Бруклинский музей.

Самой ценной частью наследия художника считаются рисунки на отдельных листах. И среди них есть действительно непривычные для традиционной персидской живописи его времени произведения, как, например, рисунок с изображением «Ириса». Творчество художника делится на два тематических круга: работы на персидские темы, и копии с европейских произведений, среди которых есть «Святая троица», «Венера и купидон» и т. д.
Дата рождения и смерти мастера неизвестны. Его сын, Мухаммад Али ибн Мухаммад Заман тоже стал художником. Он работал при дворе шаха Султана Хусейна, создавая европейские по стилю миниатюры на отдельных листах, и расписывая лаковые шкатулки. В санкт-петербургском Эрмитаже хранится каламдан (пенал для калама) расписанный сыном Мухаммада Замана, который имеет дату — 1701 год, и надпись «написал Мухаммад Али, сын покойного Мухаммада Замана». Это означает, что к 1701 году Мухаммада Замана уже не было в живых.